# Leathers.CZ
Občanské sdružení, které zaniklo v roce 2017, Leathers.CZ bylo zaregistrováno 14. února 2011, ale jejich srazy již v té době měly několikaletou tradici. Sdružení se snažilo sdružit kožeňáky z České a Slovenské Republiky a pořádat pro ně různá setkání, akce a výlety. Sdružení se nesnažilo orientovat jen na fetišisty na kůži, ale směřovalo i na fetišisty na latexové, vojenské či skin oblečení.

## Vznik sdružení
Když se v 90. letech 20. století dostala do naší země kožeňácká kultura, kožeňáci se setkávali pouze soukromě ve  malých skupinách. Protože byla snaha začít pořádat větší sešlosti, začátkem 21. století vznikly webové stránky www.leathers.cz, informující o termínu nejbližšího srazu. Většina domlouvání ale stále probíhala přes internetové seznamovací a chatovací portály. Až v roce 2010 se začaly webové stránky intenzivně rozvíjet a několik nadšenců z pravidelných návštěvníků srazů začalo připravovat další akce pro komunitu a připravovat první kalendář či trička a hrnky. V únoru 2011 bylo těmito nadšenci založeno občanské sdružení, které tyto události zaštiťovalo.

## Zánik sdružení
Na schůzi Shromáždění členů 20. května 2017 bylo schváleno rozpuštění spolku. Spolek již nepřijímá žádné nové členy ani neprovádí registrace příznivců.

## Aktivity sdružení
Nejčastější akcí byly pravidelné srazy kožeňáků. Tyto srazy nebyly jen soukromou záležitostí fanoušků kůže, ale účastnily se jich další skupiny gay fetišistů, se kterými sdružení spolupracovalo. Leathers.CZ také pořádalo některé akce ve spolupráci s pražskými medvědy Prague Bears nebo se skupinou fetišistů na gumu RubberPrag. Sdružení také udržovalo přátelské vztahy s Českou společností AIDS pomoci a pomáhalo jim s propagací bezpečného sexu i pravidelného testování.

### Leather Zone
Nejvýraznější akcí sdružení byla Leather Zone neboli kožená zóna, která si získávala velkou pozornost odpůrců homosexuální kultury a tím i médií. Akce byla pořádána v rámci festivalu Prague Pride a byla obvykle uváděna jako akce, která by neměla být podporována. Odpůrci byla dokonce často dávána do souvislosti se sexem na veřejnosti a se šířením pohlavních chorob.
Členové sdružení na této akci obvykle seznamovali návštěvníky formou přehlídky s různými druhy fetiš oblečení, bavili je scénkami z prostředí blízkého sdružení a dalšími vstupy a hrami se je snažili seznámit se svou komunitou.

## Logo sdružení
Logo sdružení bylo navrženo tak, aby reprezentovalo veškeré sexuální minority, které se snaží sdružit: - kruh pro příznivce BDSM; plynová maska pro fetišisty na gumu, latex a neopren; oděvní značka usně pro fetišty na kůži; bota pro fetišisty na vojenské a skin oblečení.
Logo se svou výrazností od jiných symbolů LGBT skupin velice odlišuje a netradičními symboly někdy evokuje pravicové extrémisty. Proto byli členové několikrát policií či médii mylně označeni za odpůrce průvodu.